# 頰美洲鱥
頰美洲鱥（學名：Notropis buccata），為輻鰭魚綱鯉形目雅羅魚科的其中一種，分布於北美洲美國密蘇里州東部延伸到馬里蘭州，向北延伸到五大湖南部，向南延伸到田納西州北部的坎伯蘭河、俄亥俄河、密西西比河和大西洋沿岸淡水支流，本魚體細長呈長橢圓形且側扁，眼大，口下斜位，頭部底部平坦，兩側有大的銀白色腔室，體呈淺棕褐色，背部有一條黑線，尾鰭叉形，側線系統有許多獨特的銀白色毛孔，連接到內部管道，幫助檢測獵物，體長可達9.8公分，棲息在水質清澈，沙石底質的溪流底中層水域，成群活動，屬雜食性，以水生昆蟲、浮游、枝角類為食，繁殖期在春末夏初，生活習性不明。

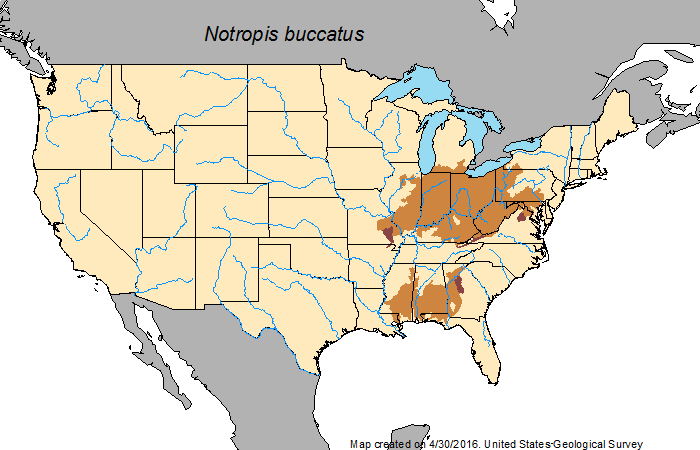
頰美洲鱥的分布圖